# Dayton-Wright XPS-1
Dayton-Wright XPS-1 – jednomiejscowy, eksperymentalny myśliwiec przechwytujący zaprojektowany i zbudowany w zakładach Dayton-Wright Company na zamówienie United States Army Air Service (USAAC) w 1922. Samolot powstał jako wersja rozwojowa samolotu wyścigowego Dayton-Wright Racer. W jego konstrukcji zastosowano szereg nowatorskich rozwiązań, był to między innymi pierwszy samolot z chowanym podwoziem zaprojektowany dla Armii Amerykańskiej. Zbudowano trzy egzemplarze samolotu, które nie osiągnęły wymaganych przez Armię minimów osiągów i nie wszedł on do produkcji seryjnej.

## Tło historyczne
Samolot został zaprojektowany na zamówienie USAAC na myśliwiec przechwytujący, dosłownie alert interceptor, o bardzo dużej prędkości wznoszenia przeznaczony do obrony lotnisk przed nieoczekiwanym atakiem. Samolot miał osiągnąć szybkość przynajmniej 145 mil na godzinę na wysokości 15 tysięcy stóp (233 km/h na wysokości 4572 m).
Był to jedyny samolot USAAC noszący oznaczenie „PS” (Pursuit, Special Alert). Samolot powstał jako wersja rozwojowa wcześniejszego samolotu wyścigowego Dayton-Wright Racer. W czerwcu 1921 zamówiono trzy egzemplarze samolotu (numery seryjne 68534-68536), dwa pierwsze egzemplarze miały być wyposażone w silnik Lawrance J-1, trzeci miał być napędzany silnikiem Wright E.

## Opis konstrukcji
Dayton-Wright XPS-1 był jednosilnikowym, jednomiejscowym myśliwcem przechwytującym ze skrzydłem typu parasol.
Kadłub samolotu miał pękaty, beczułkowaty kształt, wykonany był ze stalowych rur i był kryty płótnem, statecznik pionowy także miał krytą płótnem konstrukcję stalową.
Skrzydło o zmiennym profilu wykonane było z drewna, podobnie jak poziome powierzchnie sterowe. Podobnie jak w przypadku wcześniejszego Dayton-Wright Racer, samolot mógł zmieniać w locie profil skrzydła poprzez ruchome krawędzie natarcia i spływu.
Samolot został wyposażony w chowane do kadłuba podwozie główne obsługiwane przez korbę w kabinie pilota – opuszczenie kół trwało sześć sekund, podniesienie podwozia zajmowało dziesięć sekund. Różnica prędkości samolotu z podwoziem wciągniętym i opuszczonym wynosiła 15,8 mil na godzinę (25 km/h). Był to pierwszy samolot Armii Amerykańskiej z chowanym podwoziem.
Dwa pierwsze egzemplarze samolotu zostały wyposażone w 200-konny silnik Lawrance J-1, trzeci egzemplarz otrzymał silnik Wright E. Silnik napędzał drewniane, czteropłatowe śmigło o stałym skoku. Silnik gwiazdowy samolotu był przykryty bardzo ciasną i opływową owiewką, był to pierwszy samolot, który używał takiego rozwiązania.

## Historia
Pierwszy egzemplarz samolotu miał być przeznaczony tylko do testów statycznych niemniej po jego dostarczeniu na McCook Field odbyto na nim szereg lotów w listopadzie 1922. W trakcie oblatywania samolotu odkryto szereg problemów związanych z wewnętrzną instalacją chowanego podwozia (odkryte elementy instalacji mogły zranić pilota) i z wyciętymi w kadłubie otworami na koła (przez dziury mogła dostać się woda lub śmieci przeszkadzając w pracy podwozia). Odkryto także, że do kabiny pilota przedostawały się spaliny co wymagało zmian w instalacji spalinowej. W trakcie pierwszych lotów wyszło na jaw, że samolot raczej nie jest w stanie spełnić stawianym przed nim osiągów i zostały one obniżone – nowe specyfikacje mówiły, że samolot ma być w stanie osiągnąć prędkość 130 mil na godzinę (209 km) na wysokości 15 tysięcy stóp i dostać się na wysokość 20 tysięcy stóp (6096 m) w 25 minut.
Drugi samolot, w którym wprowadzono większość wymaganych zmian został oblatany w lipcu 1923, ale i ta konstrukcja nie osiągnęła wymaganych osiągów, nie udało się tego także trzeciej maszynie testowanej na McCook Field. Drugi i trzeci egzemplarz zostały umieszczone w magazynie w bazie McCook, jeden z nich istniał jeszcze przynajmniej do 30 kwietnia 1926.
Dayton-Wright XPS-1 był konstrukcją bardzo zaawansowaną technicznie, ale ostatecznie nieudaną. Niektóre z użytych w nim rozwiązań (chowane podwozie, owiewka silnika, mechanizacja płata o zmiennym profilu) weszły do powszechnego użycia dopiero znacznie później, nagromadzenie nie do końca sprawdzonych i jeszcze zawodnych nowinek technicznych w jednym samolocie doprowadziło do fiaska całego programu.